# San Cesareo de Appia
San Cesareo de Appia ou Igreja de São Cesário em Ápia, oficialmente chamada de San Cesareo in Palatio, é uma igreja de Roma, Itália, localizada no rione San Saba,  perto da Porta San Sebastiano. É dedicada a São Cesário de Terracina e uma igreja subsidiária da paróquia de Santissimo Salvatore e Santi Giovanni Battista ed Evangelista in Laterano.
O cardeal-diácono protetor da diaconia de São Cesário em Palatio é Antônio Maria Vegliò, o prefeito da Pontifício Conselho para a Pastoral dos Migrantes e Itinerantes. O papa São João Paulo II foi cardeal titular desta igreja.

## História
Segundo a tradição, no século IV, o imperador Valentiniano II foi curado num santuário de São Cesário em Terracina, local de seu martírio, e decidiu transladar suas relíquias para Roma. Elas foram levadas para o monte Palatino e abrigadas num oratório chamado San Cesareo in Palatio, que ficava num recinto do palácio imperial.
Esta igreja é de origem muito antiga e foi construída no século VIII sobre os restos de uma terma romana preexistente, que hoje se pode visitar no subterrâneo (um enorme mosaico branco e preto representando Netuno e criaturas marinhas), além das fundações do que se acredita ser a primeira igreja no local, construída no século VIII. Ela foi mencionada pela primeira vez nas fontes em 1192 e era chamada pelas fontes medievais de San Cesareo in Turrim, "certamente por ser vizinha de alguma torre muito alta, das quais a cidade estava repleta na Idade Média", nas palavras de Mariano Armellini. A partir do século XVI, seu nome foi alterado para San Cesareo in Palatio, o que criou muita confusão com San Cesareo in Palatio, demolida ainda na Idade Média.
No decurso dos séculos, a igreja passou por diversas mãos e foi muitas vezes reestruturada: no século XIV, foi entregue aos betlemitani (crociferi) para que fundassem um hospital para abrigar os peregrinos que chegavam pela vizinha Porta San Sebastiano. No subterrâneo ficavam monges beneditinos. No século XV, ela foi entregue aos cuidados da vizinha San Sisto Vecchio e, depois, de Santi Nereo e Achilleo.
Foi completamente restaurada no século XVI por Cavalier d'Arpino e depois entregue aos padres somascos. Uma nova restauração ocorreu entre 1955 e 1963.

## Descrição
A atual igreja é o resultado da reconstrução realizada entre 1602 e 1603, supervisionada pelo grande cardeal historiador Cesare Baronio, que era, na época, titular desta igreja e cuja casa ainda sobrevive. A igreja tem uma fachada muito sóbria, com um portal de acesso precedido por um pórtico com colunas de granito. O interior apresenta uma única nave. O brasão do papa reinante, Clemente VIII, que era da família Aldobrandini, foi acrescentado ao teto em caixotões, cujo painel central representa São Cesário. Embora perdidos por causa da poluição, afrescos foram acrescentados nesta época à fachada, obra de Giacomo della Porta. O púlpito cosmatesco, o altar-mor, a cátedra atrás do altar (em azul claro, algo raro em obras cosmatescas)  e a transenna do presbitério podem ter sido trazidas para cá na época de uma reforma no transepto na Arquibasílica de São João de Latrão, mas é possível que sejam de outras igrejas.
Nas paredes laterais, entre as janelas, estão afrescos de Cavalier d'Arpino e Cesare Rosetti com cenas da "Vida de São Cesário". Na semicúpula da abside está um mosaico de "Deus Pai entre anjos".

## Galeria

Imagens da igreja
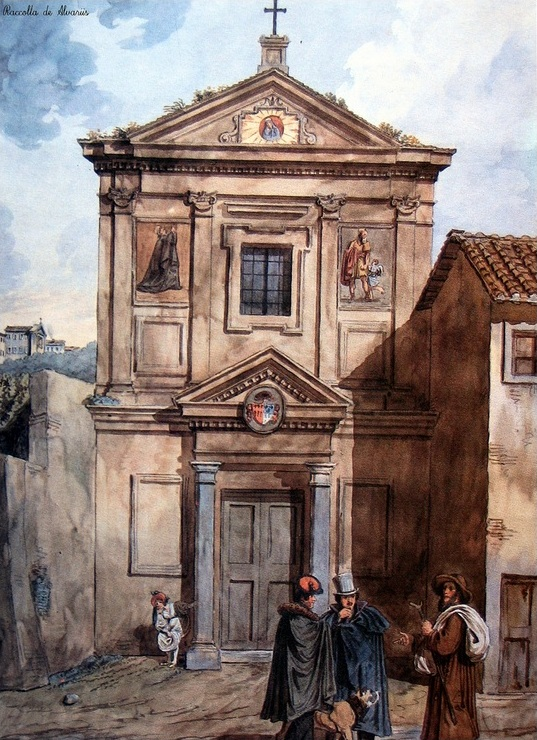
Aquarela de Achille Pinelli (1826-35), revelando os afrescos da fachada, hoje perdidos.
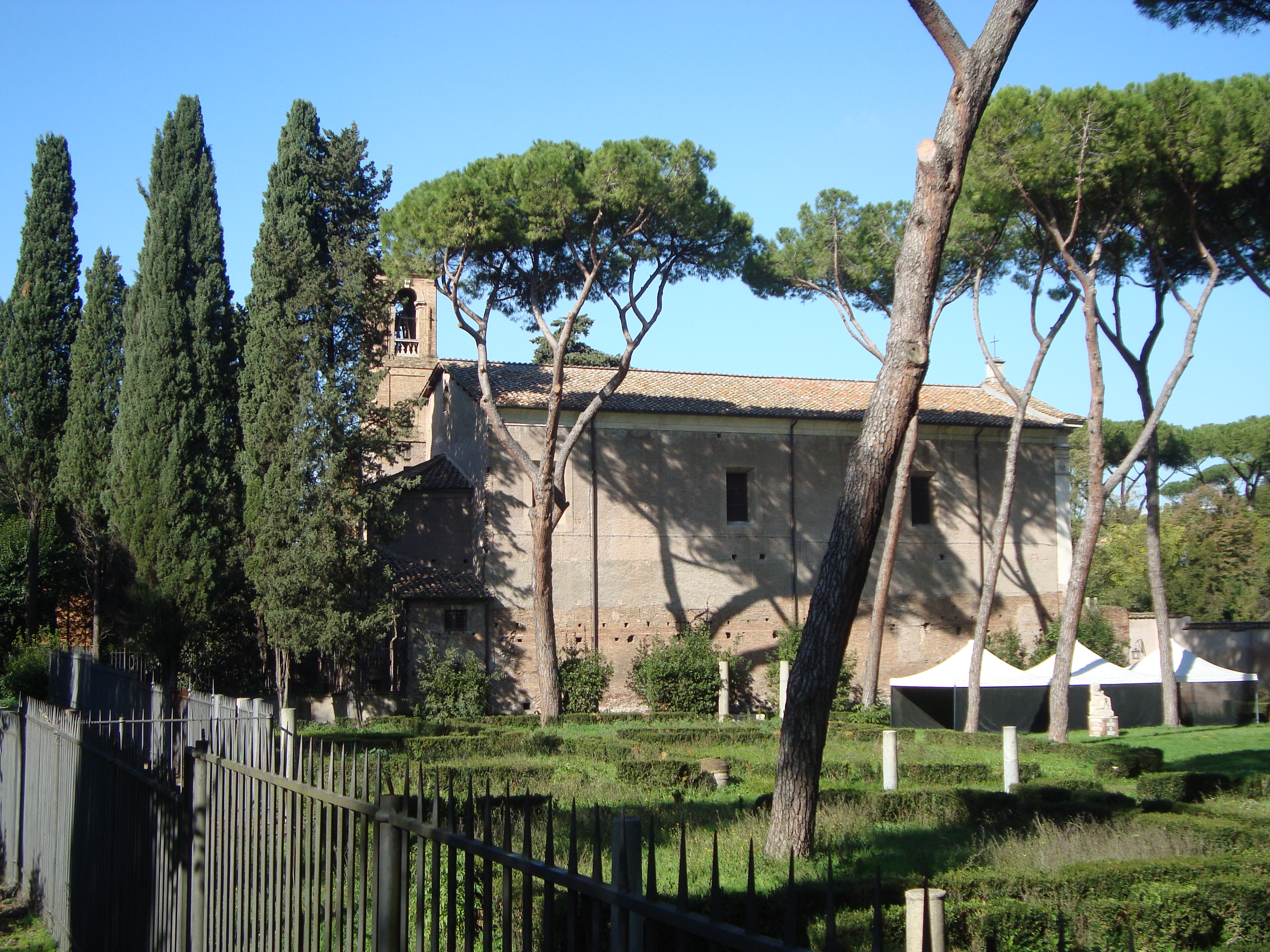
Vista lateral.
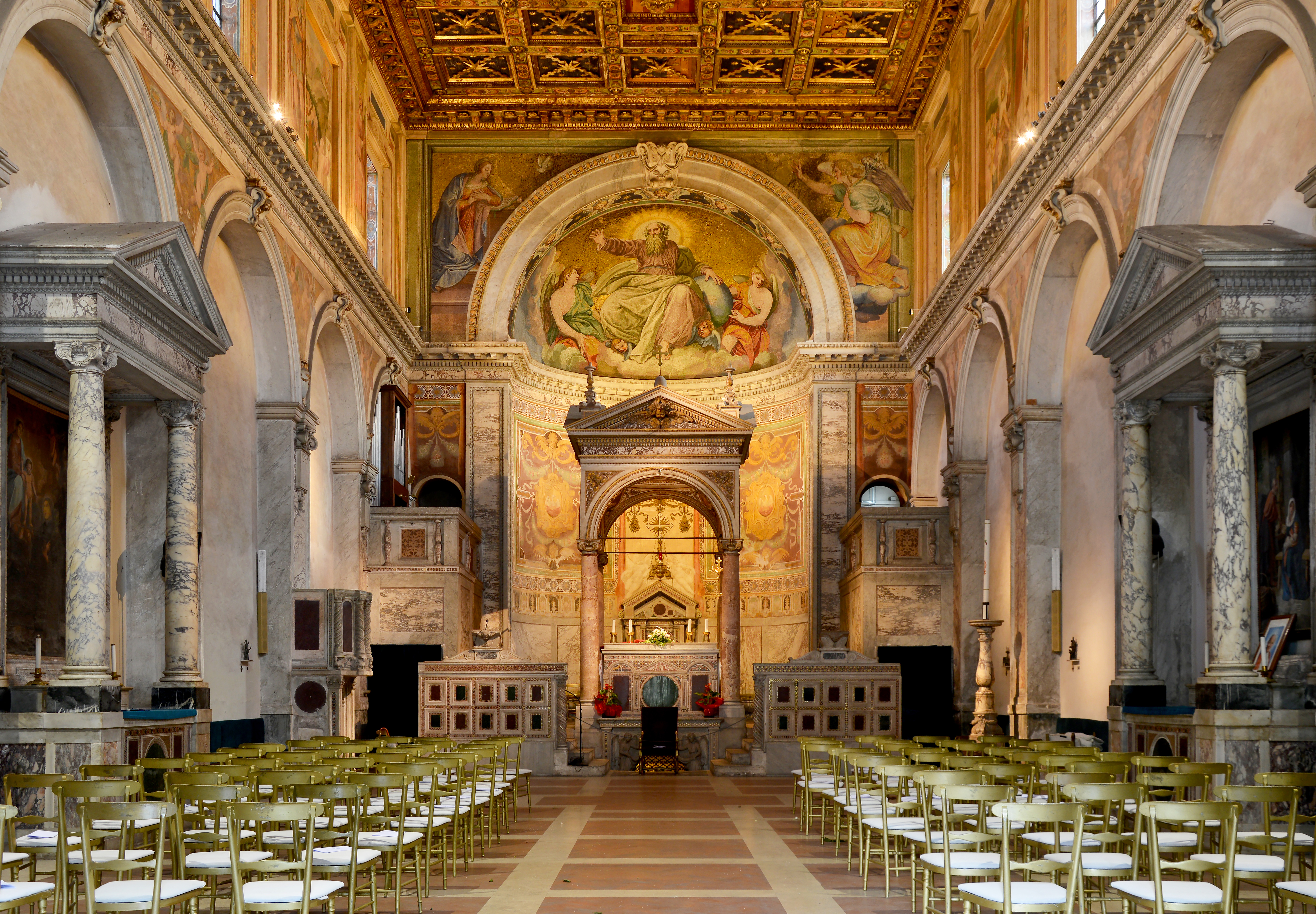
Vista do interior.
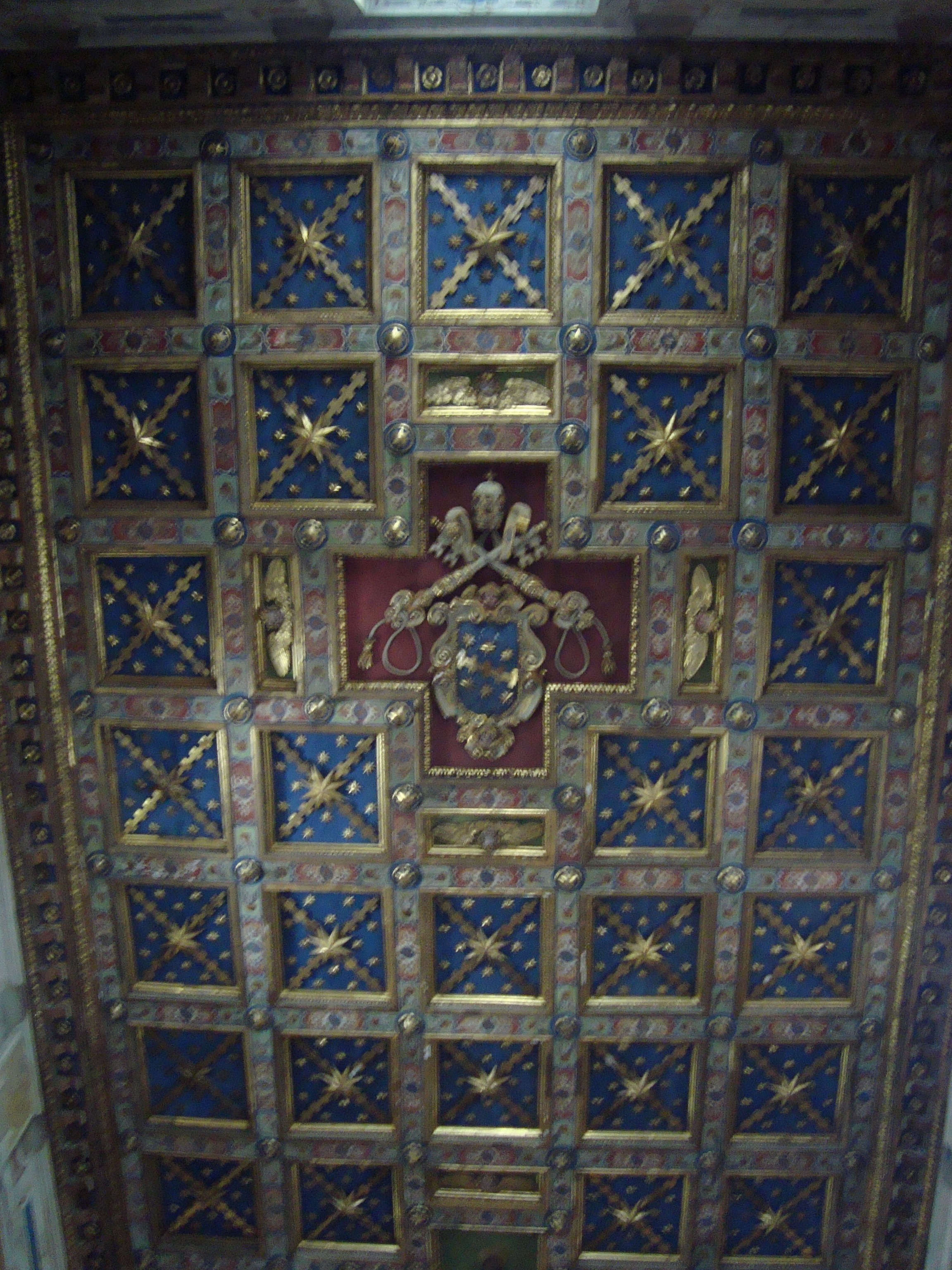
Teto em caixotões, com o brasão do papa Clemente VIII Barberini.
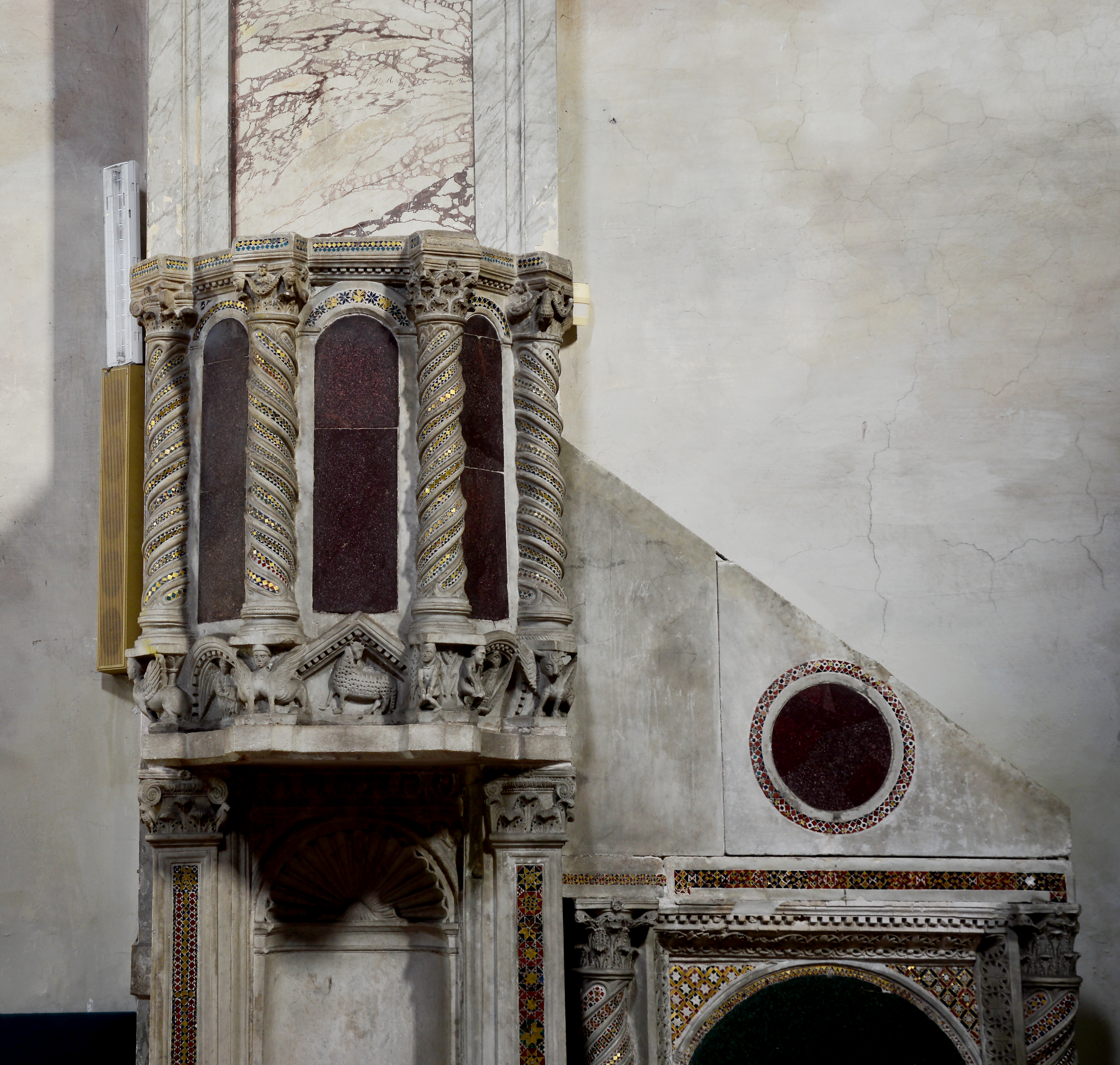
Púlpito cosmatesco.